# Bahnhofsallee 16 (Hildesheim)

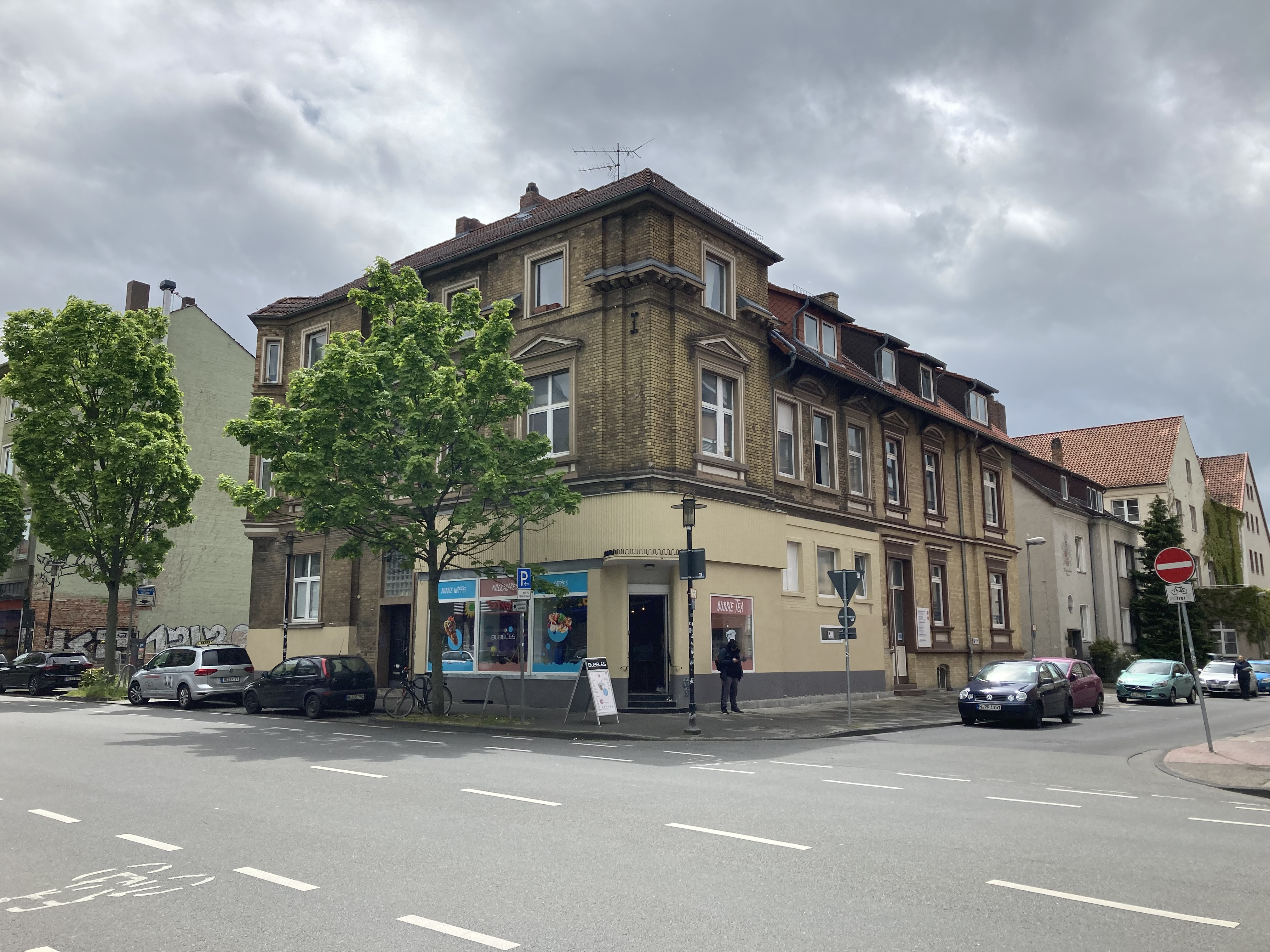
Die Bahnhofsallee 16

Das Gebäude in der Bahnhofsallee 16 in Hildesheim ist ein denkmalgeschütztes Wohn- und Geschäftshaus. Der dreigeschossige traufständige Ziegelbau wurde im Jahr 1870 von Wilhelm Gieren entworfen und erinnert mit seinen Dekorelementen an spätbarocke Formen. Ein besonderer historischer Wert des Gebäudes ist darin begründet, dass es, wie auch der Bau Bahnhofsallee 4, die Luftangriffe auf Hildesheim im Zweiten Weltkrieg unbeschadet überstanden hat und von der vormaligen geschlossenen Bebauung der Bahnhofsallee zeugt.